# Armando Pizzinato
Armando Pizzinato, né le 7 octobre 1910 à Maniago, mort le 17 avril 2004 à Venise est un peintre italien.

## Biographie
Armando Pizzinato est le fils ainé de Battista Pizzinato et Andremonda Astolfo. Il commence à travailler à quinze ans pour soutenir sa mère à la suite de la mort de son père. Il continue son apprentissage avec un peintre décorateur de maisons avant de trouver un emploi dans une banque locale. Depuis son enfance il est passionné de peinture et de dessin, et l'acquisition du livre Les Vies des meilleurs peintres, sculpteurs et architectes de Giorgio Vasari jouera un grand rôle dans le développement de cette passion. Il est encore adolescent lorsque le directeur de sa banque lui arrange des leçons auprès du peintre Pio Rossi. Puis, en 1930, grâce à l'argent qu'il avait économisé, il peut entrer à l'Académie des beaux-arts de Venise et y suit les cours de Virgilio Guidi jusqu'en 1934. Il rencontre certains de ses contemporains tels Alberto Viani, Giulio Turcato, Mario De Luigi, Carlo Scarpa, Afro Basaldella and Mirko Basaldella.
La Galerie Il Milione de Milan, centre des avant-gardes internationales et italiennes, sélectionne Pizzinato parmi les nouvelles propositions. La galerie milanaise choisit également Afro, Cagli, Deluigi, Guttuso, et d'autres encore. Pizzinato y expose en 1933 dans le cadre de l'exposition Cinque giovani pittori veneti (« Cinq jeunes peintres du Veneto »). En 1936, grâce à une bourse Marangoni il part pour Rome où il est hébergé pour un temps par le sculpteur Aurelio De Felice puis par Guttuso. Durant ces années il entre en contact avec plusieurs membres de l'École romaine et il entreprend une recherche de style et de couleurs proche de cette école sans y adhérer totalement. En 1940 il gagne le deuxième Premio Bergamo (avec Giulio Carlo Argan comme président du jury).
En 1941 il épouse Zaira Candiani, avec laquelle il a une fille, Patrizia, née le 19 août 1943. Zaira sera une source d'inspiration pendant de nombreuses années pour les peintures de Pizzinato. Après la mort de Zaira en 1962 Pizzinato épouse sa seconde femme, Clarice Allegrini.
Durant la Seconde Guerre mondiale Pizzinato est membre socialiste de la résistance italienne, il est arrêté par les nazi-fascistes et emprisonné. Après la guerre Pizzinato dédie sa vie à l'art. Il rejoint le mouvement d'avant-garde et participe, avec Emilio Vedova et d'autres, à la création du Fronte Nuovo delle Arti. Le mouvement du Front fait une exposition à la Biennale de Venise de 1948.
Peggy Guggenheim, qui visite cette exposition, y achète la toile Primo maggio de Pizzinato et le donne plus tard au MoMA, où il se trouve toujours. En retour, Pizzinato donne à Peggy Guggenheim quelques œuvres, comme Cantieri, qui sont toujours dans la Collection Peggy Guggenheim. Durant ces années il crée, entre autres, une peinture murale avec Emilio Vedova inspirée de la  résistance italienne.
En 1949 des œuvres de Pizzinato sont sélectionnées par Alfred Barr et James Thrall Soby pour l'exposition XXth Century Italian Art au MoMA. En 1950 la galerie Catherine Viviano de New York intègre des toiles de Pizzinato dans son exposition Five Italian Painters. Cette même année, Pizzinato est invité au 1950 Pittsburgh International Exhibition of Contemporary Painting (Carnegie International in Pittsburgh). La peinture Un fantasma percorre l'Europa, qui est considérée comme un des chefs-d'œuvre de Pizzinato, est daté  aussi de 1950 (exposé  à la Galleria d'Arte Moderna Ca' Pesaro à Venise).
À partir de 1950 il met délibérément les thèmes de ses œuvres en accord avec ses convictions politiques, comme les titres Terra non Guerra (Terre, pas guerre), I difensori delle fabbricche (Les défenseurs des fabriques), Saldatori (Les soudeurs). En 1952 il participe à l'exposition Some contemporary Italian painters à la Crane Gallery à Manchester, et il participe au Congrès populaire pour la paix à Vienne. En 1968 il fait une grande exposition en Allemagne, d'abord à la Neue Berliner Galerie puis dans les Collections nationales de Dresde,. Une œuvre de Pizzinato fait par ailleurs partie de la Collection Verzocchi de la Pinacotèque civique de Forlì.